# Baxorum
Baxorum (em iorubá: Baṣorun) é um título iorubá que designa o mais proeminente dos oió-mesis (chefes de culto e juízes) do Império de Oió. Agia como uma espécie de primeiro-ministro, servindo como regente entre a morte do rei (obá) e a ascensão de seu sucessor.